# نظریه قابلیت اطمینان
اطمینان پذیری یا قابلیت اطمینان درصد کامیابی در انجام دستورکار است، یا درصد اینکه سامانه‌ای بی آنکه دچار نارسایی شود به دستورکار برگزیده با مرزهای گزینش شده در برنامه‌ریزی (مانند مرزهای زمانی و مکانی) و در بستر کارکردی ویژه (مانند دما، نم، لرزش و…) کار کند. اطمینان داده‌ها: پشتیبانی داده‌ها دربرگیرنده نگهداری از پایگاه‌های داده از دسترسی ناروا با دستکاری داده‌ها در انباشت، پردازش، جابجایی، پیشگیری در برابر خودداری از خدمت به کاربران مجاز و کارهای بایسته برای شناسایی، آمارگیری و رویارویی با دستکاری‌های ناروا است.

## اندازه‌گیری

روابط ریاضی اصلی قابلیت اطمینان

تعریف قابلیت اطمینان بر تعریف وقوع خرابی و عیب بنا شده‌است. برای مدلسازی قابلیت اطمینان روش‌های مختلفی وجود دارد. روش‌های مبتنی بر آمار و اطلاعات آماری ناشی از عملکرد و تعیین تعداد خرابی و همچنین بررسی فیزیک خرابی. در روش جعبه سیاه سیستم در کل بررسی می‌شود و در روش جعبه شفاف ساختار سیستم و اجزاء مورد توجه قرار می‌گیرد و برای اندازه‌گیری قابلیت اطمینان یک سیستم ابتدا سیستم به اجزایی شکسته می‌شود و قابلیت اطمینان سیستم برحسب قابلیت اطمینان اجزای آن بیان می‌گردد. برای محاسبه قابلیت اطمینان هر جزء براساس داده‌های آماری در دسترس، مدلی برای نرخ وقوع خرابی انتخاب می‌شود و پارامترهای آن براساس داده‌های موجود تخمین زده می‌شوند یا با شبیه‌سازی و دانش مهندسی و تجربه افراد خبره نرخ خرابی تخمین زده می‌شود. در روش‌های مهندسی تعیین مدل و مکانیزم خرابی بسیار مهم است.
دو تابع اصلی در بررسی رفتار وقوع خرابی، توابع چگالی وقوع خرابی (f) و نرخ مخاطره (z) هستند. در یک بازهٔ زمانی خاص، چگالی وقوع خرابی برابر نسبت وقوع خرابی‌های رخ داده در آن بازه به کل جمعیت اولیه عناصر، تقسیم بر طول بازه‌است. به عبارت دیگر این تابع سرعت میانگین (یا سرعت کلی وقوع خرابی‌ها) را نشان می‌دهد. ولی نرخ مخاطره را می‌توان سرعت لحظه‌ای وقوع خرابی‌ها دانست که برابر است با نسبت تعداد وقوع خرابی‌ها در بازه به تعداد عناصر سالم در ابتدای بازه، تقسیم بر طول بازه.

## نرخ مخاطره
نرخ مخاطره معمولاً با یکی از مدل‌های ثابت، خطی، یا چندجمله‌ای مدل می‌شود. مخاطرهٔ ثابت در بسیاری از کاربردها کافی است و معمولاً برای نشان داده رفتار وقوع خرابی تصادفی (وقوع خرابی در مراحل میانی عمر سیستم) از آن استفاده می‌شود. در این مدل قابلیت اطمینان و توزیع چگالی وقوع خرابی نمایی خواهند بود. ولی این مدل برای دوره کهولت سیستم (که در آن با مخاطره فزاینده مواجه هستیم) مناسب نیست. در این حالت از مخاطرهٔ خطی استفاده می‌کنیم. در این حالت توزیع چگالی وقوع خرابی یک توزیع رالی خواهد بود. مدل سوم (مخاطره چندجمله‌ای) حالت کلی تر دوحالت فوق است که دقت بیشتری دارد. در این حالت چگالی وقوع خرابی دارای توزیع ویبول خواهد شد، که توزیعی مهم در مبحث قابلیت اطمینان است.
دو مدل اول نیز حالت‌های خاصی از این مدل هستند. در مدل مخاطرهٔ ثابت m=۰ و در مخاطره خطی m=۱ است.

## برآورد پارامترها
برای برآورد پارامتر مدل‌های فوق براساس داده‌های وقوع خرابی، از مقادیر زمان متوسط تا وقوع خرابی (ام-تی-تی-اف) و زمان متوسط بین وقوع خرابی‌ها (ام-تی-بی-اف) استفاده می‌کنیم. این مقادیر را می‌توان با میانگین گرفتن از زمان‌های وقوع خرابی محاسبه نمود. ام-تی-تی-اف مقدار مترقبه زمان وقوع خرابی است و می‌توان آن را از روی تابع چگالی وقوع خرابی به دست آورد.

## مراکز علمی و تحقیقاتی در ایران
این موضوع با وجود قدمت طولانی در جهان، چند سال است که توسط مراکز علمی و پژوهشی کشور مورد توجه قرار گرفته و در برخی از پروژه‌های کشور به صورت محدود پیاده‌سازی می‌شود. پژوهشگاه هوا فضای وزارت علوم به همراه برخی مراکز دانشگاهی نظیر دانشگاه امیرکبیر و دانشگاه تهران از پیشگامان این عرصه محسوب شده و این موضوع به صورت جدی توسط استادان آنان مورد مطالعه قرار گرفته‌است و دروسی در مقطع کارشناسی ارشد و دکتری برای علاقه‌مندان ارائه می‌کنند.